# Over My Heart
Over My Heart es el séptimo y último álbum de estudio de la cantante estadounidense Laura Branigan. Lanzado en agosto de 1993, fue el álbum más personal de Branigan y la vio nuevamente intentar su mano en la producción, junto al productor Phil Ramone. Mientras que «Love Your Girl», escrita por Gloria Estefan, estaba dirigida a las discotecas que la hicieron famosa, el álbum estaba cargado de baladas, incluyendo la canción de apertura «How Can I Help You Say Goodbye»; la canción en español «Mujer contra mujer»; «Mangwane (The Wedding Song)» (enseñada por su amiga Stevie Godson, quien también fue productora ejecutiva en la pista), cantada en Sotho, un idioma sudafricano, y grabada allí con el coro de niños Mmabana; y varias de sus propias composiciones, «Didn't We Almost Win It All» y «Over You».

## Recepción a la crítica
Chuck Eddy de Entertainment Weekly escribió: "El éxito de Branigan en 1982, «Gloria», llevó al disco a extremos operáticos, y su «Self Control» de '84 era básicamente el clásico gótico-punk de Joy Division, «She’s Lost Control», hecho más sórdido. Hoy en día, Branigan está superando a Celine Dion en el propio juego de Dion, bailando entre un boom cantado en voz alta y una melancolía de ama de casa solitaria. En Over My Heart, se aventura en una nueva dirección, cantando con fuerza letras en español y en un dialecto sudafricano. Pero sigue destrozando corazones, especialmente cuando recuerda el día en que su familia se mudó lejos de su mejor amiga en una camioneta del 59".

## «Didn't We Almost Win It All»
«Didn't We Almost Win It All» fue lanzado como el primer sencillo del álbum. Larry Flick de Billboard describió la canción como "una poderosa balada épica" del "delicioso (pero lamentablemente subestimado) álbum Over My Heart" de Branigan. Agregó: "La distintiva voz cristalina de Branigan es cálidamente familiar, atravesando todo un abanico de emociones teatrales como solo ella puede hacerlo. El arreglo está lleno de grandiosos arrebatos de piano, ágiles riffs de guitarra y capas de cuerdas sintéticas. Como un caramelo pecaminosamente sabroso para el cerebro".

## Lista de sencillos
| N.º | Título                                   | Duración |  |
| 1.  | «How Can I Help You to Say Goodbye»      | 4:29     |  |
| 2.  | «The Sweet Hello, The Sad Goodbye»       | 5:07     |  |
| 3.  | «Over My Heart»                          | 4:24     |  |
| 4.  | «It's Been Hard Enough Getting Over You» | 3:41     |  |
| 5.  | «Is There Anybody Here But Me»           | 4:51     |  |
| 6.  | «Love Your Girl»                         | 4:34     |  |
| 7.  | «Didn't We Almost Win It All»            | 5:09     |  |
| 8.  | «Only Time Will Tell»                    | 4:25     |  |
| 9.  | «I'll Wait for You»                      | 4:40     |  |
| 10. | «Mujer contra mujer»                     | 5:07     |  |
| 11. | «Over You»                               | 5:20     |  |
| 12. | «Mangwane (The Wedding Song)»            | 4:02     |  |

## Créditos
- Laura Branigan - voz, coros

- Beatrice Akuoko, Dela Amuzu, Gloria Ayee, Manuela Ayee, John: Carol Bukenya, Ann Davis, Rena Davis, Slaveca Gavrilovic, Khumo Khaole, Malebogo Felicity Mabille, Bruce Molema, Mpho Pharasi, Mokgoberg Refilwe Phirwa, Thenjiwe Roda, Refilwe Roselinda Moiloa, Golda Schultz, Barbara Sentongo, Sphumele Sibeko, Khanyisa Thakula - coro de niños

- Jacob Bantsejang, Gladys Kgadiete, Bushy Monakwane, Grace Msumbu, Patricia Tong, Ingrid Tubo - voces

- John Benjamin Bukrnya, Christina Luboyera, Neo Carol Matte, Valentine Kgothatso Motlhabi - coro

- Billy Branigan, Jill Dell'Abate, Rory Dodd, Joy Francis, Karen Kamon, Curtis King, Charles Mangold - coros

- Tony Beard, Kevin Wells - batería

- Brian Bec Var, Jeff Jacobs, Clay Ostwald, Eric Rehl, Peter "Ski" Schwartz, Dave "Squiggy" Biglan - teclados

- Billy Branigan, Jorge Casas, Bushy Monakwane - bajo

- Billy Branigan, Charlton Pettus, David Spinozza - guitarra acústica

- John McCurry - guitarra eléctrica

- Dave Greenfield, Jeff Greenfield, Steve Greenfield - saxofón alto

- Bashiri Johnson - percusión

- Lenny Pickett - saxo tenor

## Gráficos
| Lista (1993)             | Mejor posición |
| ------------------------ | -------------- |
| Australian Albums (ARIA) | 151            |